# シャーレイン・ハリス
シャーレイン・ハリス（Charlaine Harris、1951年11月25日 - ）は、アメリカ合衆国の小説家。
20年以上ミステリ小説を書き続けており、ニューヨーク・タイムズのベストセラーリストにも入っている。
代表作はスーキー・スタックハウスを主人公としたサザン・ヴァンパイアシリーズで、『トゥルーブラッド』という題でテレビドラマにもなっている。

## 人物
ミシシッピ州チュニカ（いわゆるミシシッピ川三角地帯 ）出身。現在はアーカンソー州北部に夫と、3人の子供たちと暮らしている  。
初期は幽霊を扱った詩が多かったが、不安な十代を過ごした後、テネシー州メンフィスのローズ大学に入ってからは戯曲が増え、数年後には小説を書き出した。

## 著作

### Aurora Teagarden シリーズ
1. Real Murders (1990年出版、ハードバック：ISBN 0-8027-5769-3, reprint 2007, paperback ISBN 978-0425218716, 1992, イギリス版ペーパーバック：ISBN 0-373-26104-7, 1991, ペーパーバック：ISBN 0-7927-0752-4
2. A Bone to Pick (1992年出版、ハードバック：ISBN 0-8027-1245-2, 2008年にペーパーバックとして再出版した時のISBNは ISBN 978-0425219799, 1992年にイギリスで出版されたペーパーバックのISBNは ISBN 0-373-26136-5)
3. Three Bedrooms, One Corpse (1994) [1]
4. The Julius House (1995) [2]
5. Dead Over Heels. (1996) [3]
  - "Deeply Dead" in Murder, They Wrote (1997) [4]
6. A Fool And His Honey(1999, hardback ISBN 0-312-20306-3, 2001年にイギリスで発行された ペーパーバック版：ISBN 0-373-26384-8）
7. Last Scene Alive (2002), （ハードカバー：0-312-26246-9, reprint 2006, paperback, 978-0778323648, 2003, UK paperback ISBN 0-373-26476-3
8. Poppy Done to Death (2003)( ハードバック：ISBN 0-312-27764-4, 2004, UK paperback ISBN 0-373-26504-2

### Lily Bard (Shakespeare)シリーズ
1. Shakespeare's Landlord (1996年出版時のISBNは ISBN 0-312-14415-6, 1997年にペーパーバック出版された時のISBNは ISBN 0-440-22418-7, 2005年にペーパーバック出版された時のISBNは ISBN 0-425-20686-6)
2. Shakespeare's Champion (1997)（ハードカバー：ISBN 0-312-17005-X, 1997,ペーパーバック：ISBN 0-440-22421-7）
3. Shakespeare's Christmas (1998) （ハードカバー：ISBN 0-312-19330-0, 2005, ペーパーバック： ISBN 0-440-23499-9)
4. Shakespeare's Trollop (2000) （ハードカバー：ISBN 0-312-26228-0, 2004, ペーパーバック：ISBN 0-425-19699-2）
5. Shakespeare's Counselor (2001) ハードバック： ISBN 0-312-27762-8, 2005,ペーパーバック：ISBN 0-425-20114-7）
  - "Dead Giveaway"エラリー・クイーンズ・ミステリ・マガジンより2001年12月に出版

### スーキー・スタックハウス (Southern Vampire)シリーズ
1.Dead Until Dark (2001)　ISBN 0-441-00853-4
- 『満月と血とキスと』 （林啓恵訳 集英社 2003年）
- 『トゥルーブラッド1 闇夜の訪問者』 （田辺千幸訳、 ソフトバンククリエイティブのソフトバンク文庫NVより出版、2009年）

2.w:Living Dead in Dallas (2002年5月出版： ISBN 0-441-00923-9, 2009年ハードカバー出版：ISBN 0-441-01673-1）
- 『トゥルーブラッド2 歪んだ儀式』 （田辺千幸訳、 ソフトバンククリエイティブのソフトバンク文庫NVより出版、2009年）

3.w:Club Dead (2003年5月、ISBN 0-441-01051-2）
- 『トゥルーブラッド3 囚われの想い人』 （田辺千幸訳、 ソフトバンククリエイティブのソフトバンク文庫NVより出版、2009年）

4.Dead to the World (2004年5月,hardcover ISBN 0-441-01167-5, 2005年ペーパーバッグ版出版ISBN 0-441-01218-3)
- 『トゥルーブラッド4 奪われた記憶』 （田辺千幸訳、 ソフトバンククリエイティブのソフトバンク文庫NVより出版、2010年）

5."Fairy Dust"(October 2004年10月、Powers of Detection に収録、ISBN 0-441-01197-7）
6.Dancers in the Dark (中編小説)(2004年10月ハーレクインからNight's Edgeの一環として 出版、ISBN 0-373-77010-3,スーキー登場なし)
- 『月下に咲くは恋の華』収録『ダンサーズ・イン・ザ・ダーク』 （佐野晶訳、ハーレクインのMIRA文庫より出版、2015年）

7."One Word Answer" in Bite (2005),ISBN 0-515-13970-X
8.w:Dead as a Doornail (2005年 ISBN 0-441-01279-5 でハードカバー版出版, April 2006, オーディオブック：ISBN 1-4193-3730-0, paperback ISBN 0-441-01333-3)
- 『トゥルーブラッド5 暗闇の狙撃手』 （田辺千幸訳、 ソフトバンククリエイティブのソフトバンク文庫NVより出版、2010年）

9.w:Definitely Dead (2006年5月,ハードカバー：ISBN 0-441-01400-3, オーディオブック：ISBN 1-4193-9326-X)
- 『トゥルーブラッド6 女王との謁見』 （田辺千幸訳、 ソフトバンククリエイティブのソフトバンク文庫NVより出版、2010年）

10."Tacky"(2006年、My Big, Fat Supernatural Wedding の一環としてペーパーバック出版、ISBN 0-312-34360-4,スーキー登場なし)
11.w:All Together Dead (2007年5月、ハードカバー出版、ISBN 0-441-01494-1）
- 『トゥルーブラッド7 交差する謀略』 （田辺千幸訳、 ソフトバンククリエイティブのソフトバンク文庫NVより出版、2011年）

12."Dracula Night"(2007年9月、Many Bloody Returnsの一環としての一環としてハードカバー出版、ISBN 0-441-01522-0）
13.w:From Dead to Worse (2008年5月、hardcover ISBN 978-0-441-01589-4)
- 『トゥルーブラッド8 秘密の血統』 （田辺千幸訳、 ソフトバンククリエイティブのソフトバンク文庫NVより出版、2011年）

14."Gift Wrap" in( 2008年10月、 Wolfsbane and Mistletoe の一環としてハードカバー出版、ISBN 0-441-01633-2）
15. "Lucky"(2008年12月, Unusual Suspectsの一環としてペーパーバック出版、ISBN 0-441-01637-5)
16.Dead and Gone (2009年5月)ハードカバー ISBN 0-441-01715-0
- 『トゥルーブラッド9 去り行く者たち』 （田辺千幸訳、 ソフトバンククリエイティブのソフトバンク文庫NVより出版、2011年）

17.A Touch of Dead(2009年10月)

### Harper Connellyシリーズ
1. Grave Sight (2006年9月)
2. Grave Surprise (2007年9月)
3. An Ice Cold Grave (2008年10月)
4. Grave Secret (2009年10月)

### その他・単発
- Sweet and Deadly (1981), ハードカバー版： ISBN 0-395-30532-2, 1985,ペーパーバック：ISBN 0-345-32101-4, 1982,イギリス番ハードカバー： ISBN 0-7091-9700-4, イギリス版ペーパーバック：ISBN 0-263-74030-7。イギリスで Dead Dogとして再出版）
- A Secret Rage (1984)hardback ISBN 0-395-35323-8, 1984, paperback ISBN 0-345-32102-2, 1984, UK hardback ISBN 0-7278-1079-0

1. - An Evening With Al Gore (2008年10月,Blood Liteの一環としてペーパーバックという形で出版,ISBN 1-416-56783-6)